# El Ramal, Chiapas
El Ramal är en ort i Mexiko.   Den ligger i kommunen La Concordia och delstaten Chiapas, i den sydöstra delen av landet, 800 km sydost om huvudstaden Mexico City. El Ramal ligger 675 meter över havet och antalet invånare är 1 054.
Terrängen runt El Ramal är huvudsakligen kuperad, men åt sydost är den bergig. El Ramal ligger nere i en dal. Runt El Ramal är det glesbefolkat, med 19 invånare per kvadratkilometer. El Ramal är det största samhället i trakten. I omgivningarna runt El Ramal växer i huvudsak städsegrön lövskog.